# 정충의
정충의(鄭忠宜)는 일제강점기의 승려이다.

## 생애
1937년 함경남도 안변의 대본산 석왕사 주지로 선출되어 조선총독부의 인가를 받으면서 처음 공식 기록에 등장한다.
정충의가 석왕사 주지가 된 해에 중일 전쟁이 일어났다. 비상시국을 맞아 석왕사에는 본·말사 주지들이 모여 국위선양 무운장구 기원제를 거행했다. 승려 43명을 포함해 관리와 신도 등 총 154명이 참석한 행사였다. 국방헌금을 모금해 45원을 헌납하기도 했다. 국방헌금 뿐 아니라 일본군 위문금 등을 계속 헌납하여, 1938년 4월까지 석왕사 본·말사가 일제에 송부한 전쟁 지원 금액은 총 870원이다.
1939년 2월에는 승려 2백여 명을 동원해 일본군 전몰장병 영령 위령제를 거행한 뒤, 신도들이 낸 회비 잔액 50원 19전을 국방헌금 명목으로 석왕사 경찰관주재소에 보냈다. 며칠 뒤 석왕사에서 시국 강연회를 개최하여 〈일본 정신 발양에 대하야〉라는 제목으로 초청 강연을 갖기도 했다.
1940년 석왕사 주지 선거에 낙선하여 주지 자리에서 물러난 뒤 행적을 알 수 없다.
민족문제연구소가 2008년 공개한 친일인명사전 수록예정자 명단 종교 부문에 선정되었다.

## 같이 보기
- 석왕사

## 참고 자료
- 임혜봉 (2005년 3월 1일). 〈정충의 : 적극적으로 친일 업적을 쌓은 석왕사 주지〉. 《친일 승려 108인》. 서울: 청년사. 265~266쪽쪽. ISBN 9788972783848.